# Mope
Mope – singel zespołu Bloodhound Gang, czwarty singel z płyty Hooray for Boobies wydany 5 września 2000 roku, nagrany w roku 1999. Piosenka zawiera fragment występu Pac-Mana. Stwór znany z gry Pac-Man występuje pod koniec piosenki w wątku rozmowy z Jimmym i Q'ballem. Stwór jest pod wpływem narkotyków – słychać odgłos zapalania cracku.
W utworze wykorzystano sample z "Rock me Amadeus" Falco, "For Whom the Bell Tolls" Metalliki oraz "Relax" grupy Frankie Goes to Hollywood, a tekst zawiera liczne odniesienia do kultury popularnej.

## Lista utworów[1]
1. "Mope" (The Bloodhound Gang Mix)
2. "Mope" (The Pet Shop Boys 7" Mix)
3. "Mope" (The Swamp Remix)
4. "Fire Water Burn" (Bloodhound Gang Remix)

Na płycie zamieszczono również oficjalny teledysk, zawierający fragmenty zapisu koncertu BHG (widoczne podczas refrenu). Singiel zawiera również mini grę komputerową pt. "Tic Tac Toe – Remus Pops Jefferson Game", działającą pod Windows ME, 2000, 98 i XP.